# Мультипольное излучение
Мультипольное излучение — излучение, обусловленное изменением во времени мультипольных моментов системы. Используется для описания электромагнитного или гравитационного излучения от изменяющегося во времени (нестационарного) распределения удалённых источников. Мультипольное разложение применяется к физическим явлениям, которые происходят на разных масштабах — от гравитационных волн из-за столкновения галактик до гамма-излучения в результате радиоактивного распада. Мультипольное излучение анализируется способами, схожими с применяемыми для мультипольного разложения полей от стационарных источников. Однако есть важные отличия, поскольку поля мультипольного излучения ведут себя несколько иначе полей от стационарных источников. Эта статья в первую очередь касается электромагнитного мультипольного излучения, хотя гравитационные волны рассматриваются аналогично.

## Свойства мультипольного излучения

### Линейность моментов
Поскольку уравнения Максвелла линейны, электрическое поле и магнитное поле зависят линейно от распределения источников. Линейность позволяет независимо вычислять поля от различных мультипольных моментов и складывать их, чтобы получать общее поле системы. Это хорошо известный принцип суперпозиции.

### Зависимость мультипольных моментов от точки отсчёта
Мультипольные моменты вычисляются относительно фиксированной точки отсчёта, которая берется за начало данной системы координат. Смещение начала координат изменяет мультипольные моменты системы, за исключением первого отличного от нуля момента. Например, монопольный момент заряда — это просто величина полного заряда системы. Изменение точки начала отсчёта никогда не изменит этот момент. Если монопольный момент равен нулю, то дипольный момент системы будет трансляционно-инвариантным. Если и монопольный, и дипольный моменты равны нулю, то квадрупольный момент инвариантен относительно сдвига и т. д. Поскольку моменты высших порядков зависят от положения начала координат, их нельзя рассматривать как инвариантные свойства системы.

### Зависимость поля от расстояния
Поле от мультипольного момента зависит как от расстояния от начала координат, так и от угловой ориентации рассматриваемой точки относительно системы координат. В частности, радиальная зависимость электромагнитного поля от стационарного {\displaystyle 2^{\ell }}-польного момента пропорциональна {\displaystyle 1/r^{\ell +2}}. Таким образом, электрическое поле от электрического монополя обратно пропорционально квадрату расстояния. Аналогично электрический дипольный момент создаёт поле, которое обратно пропорционально кубу расстояния, и так далее. По мере увеличения расстояния, вклад моментов высокого порядка становится намного меньше вклада моментов низкого порядка. Поэтому моменты высокого порядка можно опускать для облегчения вычислений.
Радиальная зависимость волн мультипольного излучения отличается от полей стационарного случая, поскольку эти волны уносят энергию из системы. Так как энергия должна сохраняться, простой геометрический анализ показывает, что плотность энергии сферического излучения радиуса {\displaystyle r} должна быть пропорциональна {\displaystyle 1/r^{2}}. По мере расширения сферической волны её фиксированная энергия должна распределяться по сфере с поверхностной площадью {\displaystyle 4\pi r^{2}}. Соответственно, каждый зависящий от времени мультипольный момент должен вносить вклад в плотность излучаемой энергии пропорционально {\displaystyle 1/r^{2}}, независимо от порядка момента. Следовательно, моменты высокого порядка не могут быть отброшены так же легко, как в стационарном случае. Однако даже в этом случае мультипольные коэффициенты системы в общем случае уменьшаются с увеличением порядка, обычно пропорционально {\displaystyle 1/(2\ell +1)!!}, поэтому излучаемые поля всё ещё могут быть приближённо подсчитаны путём отбрасывания моментов высоких порядков.

## Зивисящие от времени электромагнитные поля

### Потенциалы
Распределения источников могут быть проинтегрированы для получения зависящих от времени электрического потенциала φ и магнитного потенциала A. Формулы выражены с учётом калибровки Лоренца в единицах СИ.
{\displaystyle \phi (\mathbf {x} ,t)={\frac {1}{4\pi \epsilon _{0}}}\int d^{3}\mathbf {x'} \int dt'{\frac {\rho (\mathbf {x'} ,t')}{\|\mathbf {x} -\mathbf {x'} \|_{2}}}\delta \left(t'-(t-{\frac {\|\mathbf {x} -\mathbf {x'} \|_{2}}{c}})\right)}
{\displaystyle \mathbf {A} (\mathbf {x} ,t)={\frac {\mu _{0}}{4\pi }}\int d^{3}\mathbf {x'} \int dt'{\frac {\mathbf {J} (\mathbf {x'} ,t')}{\|\mathbf {x} -\mathbf {x'} \|_{2}}}\delta \left(t'-(t-{\frac {\|\mathbf {x} -\mathbf {x'} \|_{2}}{c}})\right)}
В этих формулах c — скорость света в вакууме, {\displaystyle \delta } — дельта-функция Дирака, а {\displaystyle \|\mathbf {x} -\mathbf {x'} \|_{2}} — евклидово расстояние от исходной точки источника x′ до рассматриваемой точки x.
Интегрирование зависящих от времени распределений источников даёт
{\displaystyle \phi (\mathbf {x} ,t)={\frac {1}{4\pi \epsilon _{0}}}e^{-i\omega t}\int d^{3}\mathbf {x'} \rho (\mathbf {x'} ){\frac {e^{ik\|\mathbf {x} -\mathbf {x'} \|_{2}}}{\|\mathbf {x} -\mathbf {x'} \|_{2}}}}
{\displaystyle \mathbf {A} (\mathbf {x} ,t)={\frac {\mu _{0}}{4\pi }}e^{-i\omega t}\int d^{3}\mathbf {x'} \mathbf {J} (\mathbf {x'} ){\frac {e^{ik\|\mathbf {x} -\mathbf {x'} \|_{2}}}{\|\mathbf {x} -\mathbf {x'} \|_{2}}}}
где k=ω/c. Эти формулы служат основой для анализа мультипольного излучения.

### Мультипольное разложение на малых расстояниях от источника
Малые расстояния — это область пространства рядом с источником, в которой электромагнитное поле можно считать квази-стационарным. Если расстояние до рассматриваемой точки от источника {\displaystyle r=\|\mathbf {x} \|_{2}} много меньше длины волны излучения {\displaystyle \lambda =2\pi /k}, тогда {\displaystyle kr\ll 1}. В результате экспоненту можно аппроксимировать в этой области следующим образом (см. Ряд Тейлора):
{\displaystyle e^{ik\|\mathbf {x} -\mathbf {x'} \|_{2}}=1+O(kr)}
В таком приближении, оставшаяся x′-зависимость такая же, как для стационарной системы, и применяется тот же анализ. По сути, потенциалы в данный момент времени на малых расстояниях от источника могут быть вычислены, просто сделав снимок системы и рассматривая его, как стационарную систему. Поэтому этот случай называется квази-стационарным. В частности, обратное расстояние {\displaystyle 1/\|\mathbf {x} -\mathbf {x'} \|_{2}} разлагается с помощью сферических функций, которые независимо интегрируются для получения сферических мультипольных коэффициентов (см. мультипольное разложение).

### Мультипольное разложение на больших расстояниях от источника: мультипольное излучение
На больших расстояниях от высокочастотного источника, {\displaystyle \lambda \ll r}, имеют место следующие приближения:
{\displaystyle {\frac {1}{\|\mathbf {x} -\mathbf {x'} \|_{2}}}={\frac {1}{r}}+O(1/r^{2})}
{\displaystyle e^{ik\|\mathbf {x} -\mathbf {x'} \|_{2}}=e^{ik(r-\mathbf {n} \cdot \mathbf {x'} +O(1/r))}=e^{ikr-ik\mathbf {n} \cdot \mathbf {x'} }(1+O(1/r))}
Поскольку на больших расстояниях от источника лишь члены первого порядка {\displaystyle 1/r} являются значимыми, разложение в сущности сводится к:
{\displaystyle {\frac {e^{ik\|\mathbf {x} -\mathbf {x'} \|_{2}}}{\|\mathbf {x} -\mathbf {x'} \|_{2}}}={\frac {e^{ikr}}{r}}(1-ik(\mathbf {n} \cdot \mathbf {x'} )+{\frac {(-ik)^{2}}{2}}(\mathbf {n} \cdot \mathbf {x'} )^{2}+...)+O(1/r^{2})}
Каждая степень {\displaystyle \mathbf {n} \cdot \mathbf {x'} } соответствует различному мультипольному моменту. Ниже рассмотрены несколько первых моментов.

## Излучение электрического монополя, невозможность существования
Член нулевого порядка, {\displaystyle {\frac {e^{ik\|\mathbf {x} -\mathbf {x'} \|_{2}}}{\|\mathbf {x} -\mathbf {x'} \|_{2}}}\rightarrow {\frac {e^{ikr}}{r}}}, применительно к скалярному потенциалу даёт:
{\displaystyle \phi _{\text{электрический монополь}}(\mathbf {x} ,t)={\frac {1}{4\pi \epsilon _{0}}}{\frac {e^{ikr-i\omega t}}{r}}\int d^{3}\mathbf {x'} \rho (\mathbf {x'} )={\frac {e^{ikr-i\omega t}}{4\pi \epsilon _{0}r}}q},
где суммарный заряд системы {\displaystyle q=\int d^{3}\mathbf {x'} \rho (\mathbf {x'} )} — это электрический монополь, осциллирующий на частоте ω. Закон сохранения электрического заряда требует {\displaystyle q=0}, поскольку
{\displaystyle q(t)=\int d^{3}\mathbf {x'} \rho (\mathbf {x'} ,t)=\int d^{3}\mathbf {x'} \rho (\mathbf {x'} )e^{-i\omega t}=qe^{-i\omega t}}.
Если система замкнута, то величина заряда колебаться не может, что означает, что амплитуда колебаний q должна равняться нулю. Следовательно, {\displaystyle \phi _{\text{электрический монополь}}(\mathbf {x} ,t)=0}. Соответствующие поля и мощность излучения такжы должны быть равны нулю.

## Излучение электрического диполя

### Потенциал электрического диполя
Излучение электрического диполя может быть получено путём рассмотрения члена нулевого порядка, {\displaystyle {\frac {e^{ik\|\mathbf {x} -\mathbf {x'} \|_{2}}}{\|\mathbf {x} -\mathbf {x'} \|_{2}}}\rightarrow {\frac {e^{ikr}}{r}}}, применительно к векторному потенциалу.
{\displaystyle \mathbf {A} _{\text{электрический диполь}}(\mathbf {x} ,t)={\frac {\mu _{0}}{4\pi }}{\frac {e^{ikr-i\omega t}}{r}}\int d^{3}\mathbf {x'} \mathbf {J} (\mathbf {x'} )}
Интегрирование по частям даёт
{\displaystyle \int d^{3}\mathbf {x'} \mathbf {J} (\mathbf {x'} )=-\int d^{3}\mathbf {x'} \mathbf {x'} (\mathbf {\nabla } \cdot \mathbf {J} (\mathbf {x'} ))}.
А уравнение непрерывности заряда показывает
{\displaystyle {\frac {\partial \rho (\mathbf {x} ,t)}{\partial t}}+\mathbf {\nabla } \cdot \mathbf {J} (\mathbf {x} ,t)=\left(-i\omega \rho (\mathbf {x} )+\mathbf {\nabla } \cdot \mathbf {J} (\mathbf {x} )\right)e^{-i\omega t}=0}.
Отсюда следует, что
{\displaystyle \mathbf {A} _{\text{электрический диполь}}(\mathbf {x} ,t)={\frac {-i\omega \mu _{0}}{4\pi }}{\frac {e^{ikr-i\omega t}}{r}}\int d^{3}\mathbf {x'} \mathbf {x'} \rho (\mathbf {x'} )}
Аналогичные результаты можно получить путём рассмотрения члена первого порядка, {\displaystyle {\frac {e^{ik\|\mathbf {x} -\mathbf {x'} \|_{2}}}{\|\mathbf {x} -\mathbf {x'} \|_{2}}}\rightarrow {\frac {e^{ikr}}{r}}(-ik)(\mathbf {n} \cdot \mathbf {x'} )}, применительно к скалярному потенциалу.
Величина амплитуды электрического дипольного момента системы
{\displaystyle \mathbf {d} =\int d^{3}\mathbf {x'} \mathbf {x'} \rho (\mathbf {x'} )}.
Это позволяет выразить потенциалы как
{\displaystyle \phi _{\text{электрический диполь}}(\mathbf {x} ,t)={\frac {-ik}{4\pi \epsilon _{0}}}{\frac {e^{ikr-i\omega t}}{r}}\mathbf {n} \cdot \mathbf {d} }
{\displaystyle \mathbf {A} _{\text{электрический диполь}}(\mathbf {x} ,t)={\frac {-i\omega \mu _{0}}{4\pi }}{\frac {e^{ikr-i\omega t}}{r}}\mathbf {d} }

### Поля электрического диполя
Как только зависящие от времени потенциалы найдены, зависящие от времени электрическое поле и магнитное поле можно рассчитать обычным способом. А именно,
{\displaystyle \mathbf {E} (\mathbf {x} ,t)=-\mathbf {\nabla } \phi (\mathbf {x} ,t)-{\frac {\partial \mathbf {A} (\mathbf {x} ,t)}{\partial t}}}
{\displaystyle \mathbf {B} (\mathbf {x} ,t)=\mathbf {\nabla } \times \mathbf {A} (\mathbf {x} ,t)},
или, в области пространства, свободной от источников, связь между магнитным полем и электрическим полем может быть использована для получения
{\displaystyle \mathbf {H} (\mathbf {x} ,t)={\frac {1}{\mu _{0}}}\mathbf {\nabla } \times \mathbf {A} (\mathbf {x} ,t)}
{\displaystyle \mathbf {E} (\mathbf {x} ,t)={\frac {iZ_{0}}{k}}\mathbf {\nabla } \times \mathbf {H} (\mathbf {x} ,t)}
где {\displaystyle Z_{0}={\sqrt {\mu _{0}/\epsilon _{0}}}} — волновое сопротивление вакуума.
Электрическое и магнитное поля, которые соответствуют потенциалам выше:
{\displaystyle \mathbf {H} _{\text{электрический диполь}}(\mathbf {x} ,t)={\frac {ck^{2}}{4\pi }}(\mathbf {n} \times \mathbf {d} ){\frac {e^{ikr-i\omega t}}{r}}}
{\displaystyle \mathbf {E} _{\text{электрический диполь}}(\mathbf {x} ,t)=Z_{0}(\mathbf {H} _{\text{электрический диполь}}\times \mathbf {n} )}
что соответствует волнам сферического излучения.

### Мощность излучения электрического диполя
Плотность потока энергии с помощью вектора Пойнтинга {\displaystyle \mathbf {S} =\mathbf {E} \times \mathbf {H} }. Отсюда следует, что усреднённая по времени плотность потока энергии на единицу телесного угла определяется
{\displaystyle {\frac {dI(\mathbf {x} )}{d\Omega }}={\frac {r^{2}}{2}}\Re (\mathbf {n} \cdot \mathbf {E} \times \mathbf {H} )}.
Скалярное произведение с {\displaystyle \mathbf {n} } даёт величину излучения, а коэффициент 1/2 получается из усреднения по времени. Как объяснялось выше, {\displaystyle r^{2}} устраняет радиальную зависимость плотности излучаемой энергии. Применительно к электрическому диполю получаем
{\displaystyle {\frac {dI_{\text{электрический диполь}}(\mathbf {x} )}{d\Omega }}={\frac {c^{2}Z_{0}}{32\pi ^{2}}}k^{4}\|\mathbf {d} \|_{2}^{2}\sin ^{2}\theta },
где θ измеряется относительно {\displaystyle \mathbf {d} }.
Интегрирование по сфере даёт полную мощность излучения:
{\displaystyle I_{\text{электрический диполь}}={\frac {c^{2}Z_{0}}{12\pi }}k^{4}\|\mathbf {d} \|_{2}^{2}}

## Излучение магнитного диполя

### Потенциал магнитного диполя
Член первого порядка, {\displaystyle {\frac {e^{ik\|\mathbf {x} -\mathbf {x'} \|_{2}}}{\|\mathbf {x} -\mathbf {x'} \|_{2}}}\rightarrow {\frac {e^{ikr}}{r}}(-ik)(\mathbf {n} \cdot \mathbf {x'} )}, применительно к векторному потенциалу даёт излучение магнитного диполя или излучение электрического квадруполя.
{\displaystyle \mathbf {A} _{\text{магнитный диполь / электрический квадруполь}}(\mathbf {x} ,t)={\frac {\mu _{0}}{4\pi }}{\frac {e^{ikr-i\omega t}}{r}}(-ik)\int d^{3}\mathbf {x'} (\mathbf {n} \cdot \mathbf {x'} )\mathbf {J} (\mathbf {x'} )}
Подынтегральное выражение может быть разделено на симметричную и антисимметричную части по n and x′
{\displaystyle (\mathbf {n} \cdot \mathbf {x'} )\mathbf {J} (\mathbf {x'} )={\frac {1}{2}}\left((\mathbf {n} \cdot \mathbf {x'} )\mathbf {J} (\mathbf {x'} )+(\mathbf {n} \cdot \mathbf {J} (\mathbf {x'} ))\mathbf {x'} \right)+{\frac {1}{2}}(\mathbf {x'} \times \mathbf {J} (\mathbf {x'} ))\times \mathbf {n} }
Второй член содержит эффективную намагниченность, обусловленную током {\displaystyle \mathbf {M} _{\text{эффективная}}(\mathbf {x'} )=1/2(\mathbf {x'} \times \mathbf {J} (\mathbf {x'} ))} и интегрирование даёт магнитный дипольный момент {\displaystyle \mathbf {m} =\int d^{3}\mathbf {x'} \mathbf {M} _{\text{эффективная}}(\mathbf {x'} )}
{\displaystyle \mathbf {A} _{\text{магнитный диполь}}(\mathbf {x} ,t)={\frac {-ik\mu _{0}}{4\pi }}{\frac {e^{ikr-i\omega t}}{r}}\mathbf {m} \times \mathbf {n} }
Заметим, что {\displaystyle \mathbf {A} _{\text{магнитный диполь}}} имеет похожий на {\displaystyle \mathbf {H} _{\text{электрический диполь}}} вид. Это означает, что магнитное поле, созданное магнитным диполем, ведёт себя аналогично электрическому полю от электрического диполя. Точно также, электрическое поле от магнитного диполя схоже с магнитным полем от электрического диполя.
Выполняя преобразования
{\displaystyle \mathbf {E} _{\text{электрический диполь}}\rightarrow Z_{0}\mathbf {H} _{\text{магнитный диполь}}}
{\displaystyle \mathbf {H} _{\text{электрический диполь}}\rightarrow {\frac {-1}{Z_{0}}}\mathbf {E} _{\text{магнитный диполь}}}
{\displaystyle \mathbf {d} \rightarrow \mathbf {m} /c}
в предыдущих выкладках даёт результаты для магнитного диполя.

### Поля магнитного диполя
{\displaystyle \mathbf {E} _{\text{магнитный диполь}}(\mathbf {x} ,t)={\frac {-k^{2}Z_{0}}{4\pi }}(\mathbf {n} \times \mathbf {m} ){\frac {e^{ikr-i\omega t}}{r}}}
{\displaystyle \mathbf {H} _{\text{магнитный диполь}}(\mathbf {x} ,t)={\frac {-1}{Z_{0}}}(\mathbf {E} _{\text{магнитный диполь}}\times \mathbf {n} )}

### Мощность излучения магнитного диполя
Усреднённая по времени плотность потока энергии излучения магнитного диполя на единицу телесного угла определяется
{\displaystyle {\frac {dI_{\text{магнитный диполь}}(\mathbf {x} )}{d\Omega }}={\frac {Z_{0}}{32\pi ^{2}}}k^{4}\|\mathbf {m} \|_{2}^{2}\sin ^{2}\theta },
где θ измеряется относительного магнитного диполя {\displaystyle \mathbf {m} }.
Полная мощность излучения:
{\displaystyle I_{\text{магнитный диполь}}={\frac {Z_{0}}{12\pi }}k^{4}\|\mathbf {m} \|_{2}^{2}}

## Излучение электрического квадруполя

### Потенциал электрического квадруполя
Симметричная часть подынтегрального выражения из предыдущего раздела может быть проинтегрирона с помощью применения интегрирования по частям и уравнения непрерывности заряда, как это уже было сделано для излучения электрического диполя.
{\displaystyle {\frac {1}{2}}\int d^{3}\mathbf {x} \left((\mathbf {n} \cdot \mathbf {x'} )\mathbf {J} (\mathbf {x'} )+(\mathbf {n} \cdot \mathbf {J} (\mathbf {x'} ))\mathbf {x'} \right)={\frac {-i\omega }{2}}\int d^{3}\mathbf {x'} \mathbf {x'} (\mathbf {n} \cdot \mathbf {x'} )\rho (\mathbf {x'} )}
{\displaystyle \mathbf {A} _{\text{электрический квадруполь}}(\mathbf {x} ,t)={\frac {-k\omega \mu _{0}}{8\pi }}{\frac {e^{ikr-i\omega t}}{r}}\int d^{3}\mathbf {x'} \mathbf {x'} (\mathbf {n} \cdot \mathbf {x'} )\rho (\mathbf {x'} )}
Введём бесследный тензор электрического квадрупольного момента {\displaystyle D_{\alpha \beta }=\int d^{3}\mathbf {x'} (3x'_{\alpha }x'_{\beta }-\|\mathbf {x'} \|_{2}^{2}\delta _{\alpha \beta })\rho (\mathbf {x'} )}. Сужение второго индекса до вектора нормали {\displaystyle [D(\mathbf {n} )]_{\alpha }=\sum _{\beta }D_{\alpha \beta }n_{\beta }} позволяет выразить векторный потенциал как
{\displaystyle \mathbf {A} _{\text{электрический диполь}}(\mathbf {x} ,t)={\frac {-k\omega \mu _{0}}{8\pi }}{\frac {e^{ikr-i\omega t}}{r}}{\frac {1}{3}}\mathbf {D(n)} }

### Поля электрического квадруполя
Результирующие магнитное и электрическое поля:
{\displaystyle \mathbf {H} _{\text{электрический квадруполь}}(\mathbf {x} ,t)={\frac {-ick^{3}}{24\pi }}{\frac {e^{ikr-i\omega t}}{r}}\mathbf {n} \times \mathbf {D(n)} }
{\displaystyle \mathbf {E} _{\text{электрический квадруполь}}(\mathbf {x} ,t)=Z_{0}(\mathbf {H} _{\text{электрический квадруполь}}\times \mathbf {n} )}

### Мощность излучения электрического квадруполя
Усреднённая по времени плотность потока энергии излучения электрического квадруполя на единицу телесного угла определяется
{\displaystyle {\frac {dI_{\text{электрический квадруполь}}(\mathbf {x} )}{d\Omega }}={\frac {c^{2}Z_{0}}{1152\pi ^{2}}}k^{6}\|(\mathbf {n} \times \mathbf {D(n)} )\times \mathbf {n} \|_{2}^{2}}.
Полная мощность излучения:
{\displaystyle I_{\text{электрический квадруполь}}={\frac {c^{2}Z_{0}}{1440\pi }}k^{6}\sum _{\alpha ,\beta }D_{\alpha \beta }^{2}}

## Обобщённое мультипольное излучение
По мере увеличения мультипольного момента системы распределённых зарядов прямые вычисления, применямые до сих пор, становятся слишком громоздкими. Анализ высших моментов требует более общего теоретического подхода. Как и раньше, рассматриваем лишь одну частоту {\displaystyle \omega }. Следовательно, плотности заряда, тока и внутренней намагниченности определяются
{\displaystyle \rho (\mathbf {x} ,t)=\rho (\mathbf {x} )e^{-i\omega t}}
{\displaystyle \mathbf {J} (\mathbf {x} ,t)=\mathbf {J} (\mathbf {x} )e^{-i\omega t}}
{\displaystyle \mathbf {M} (\mathbf {x} ,t)=\mathbf {M} (\mathbf {x} )e^{-i\omega t}}
соответственно.
Результирующие электрическое и магнитное поля разделяют ту же временную зависимость, как и источники
{\displaystyle \mathbf {E} (\mathbf {x} ,t)=\mathbf {E} (\mathbf {x} )e^{-i\omega t}}
{\displaystyle \mathbf {H} (\mathbf {x} ,t)=\mathbf {H} (\mathbf {x} )e^{-i\omega t}}
Использование этих определений и уравнений непрерывности позволяет записать уравнения Максвелла в виде:
{\displaystyle \mathbf {\nabla } \cdot \mathbf {E} (\mathbf {x} )=-{\frac {iZ_{0}}{k}}\mathbf {\nabla } \cdot \mathbf {J} (\mathbf {x} )}
{\displaystyle \mathbf {\nabla } \cdot \mathbf {H} (\mathbf {x} )=-\mathbf {\nabla } \cdot \mathbf {M} (\mathbf {x} )}
{\displaystyle \mathbf {\nabla } \times \mathbf {E} (\mathbf {x} )=ikZ_{0}\left(\mathbf {H} (\mathbf {x} )+\mathbf {M} (\mathbf {x} )\right)}
{\displaystyle \mathbf {\nabla } \times \mathbf {H} (\mathbf {x} )=-{\frac {ik}{Z_{0}}}\mathbf {E} (\mathbf {x} )+\mathbf {J} (\mathbf {x} )}
Эти уравнения можно объединить, применив ротор к последним уравнениям и применив тождество {\displaystyle \mathbf {\nabla } \times (\mathbf {\nabla } \times \mathbf {V} )=\mathbf {\nabla } (\mathbf {\nabla } \cdot \mathbf {V} )-\mathbf {\nabla } ^{2}\mathbf {V} }. Это даёт векторные формы неоднородного уравнения Гельмгольца:
{\displaystyle (\nabla ^{2}+k^{2})\mathbf {E} (\mathbf {x} )=-\left[ikZ_{0}\mathbf {J} (\mathbf {x} )+ikZ_{0}\mathbf {\nabla } \times \mathbf {M} (\mathbf {x} )+{\frac {iZ_{0}}{k}}\mathbf {\nabla } (\mathbf {\nabla } \cdot \mathbf {J} (\mathbf {x} ))\right]}
{\displaystyle (\nabla ^{2}+k^{2})\mathbf {H} (\mathbf {x} )=-\left[k^{2}\mathbf {M} (\mathbf {x} )+\mathbf {\nabla } \times \mathbf {J} (\mathbf {x} )+\mathbf {\nabla } (\mathbf {\nabla } \cdot \mathbf {M} (\mathbf {x} ))\right]}

### Решения волнового уравнения
Однородные волновые уравнения, которые описывают электромагнитное излучение с частотой {\displaystyle \omega } в области без источников, имеют вид:
{\displaystyle (\mathbf {\nabla } ^{2}+k^{2})\mathbf {\Psi } (\mathbf {x} )=0}
Волновую функцию {\displaystyle \mathbf {\Psi } (\mathbf {x} )} можно представить как сумму векторных сферических гармоник
{\displaystyle \mathbf {\Psi } (\mathbf {x} )=\sum _{\ell =0}^{\infty }\sum _{m=-\ell }^{\ell }f_{\ell m}(kr)\mathbf {X} _{\ell m}(\theta ,\phi )}
{\displaystyle f_{\ell m}(kr)=A_{\ell m}^{(1)}h_{\ell }^{(1)}(kr)+A_{\ell m}^{(2)}h_{\ell }^{(2)}(kr)}
где {\displaystyle \mathbf {X} _{\ell m}(\theta ,\phi )=\mathbf {L} Y_{\ell m}(\theta ,\phi )/{\sqrt {\ell (\ell +1)}}} — нормированные векторные сферические гармоники, а {\displaystyle h_{\ell }^{(1)}} and {\displaystyle h_{\ell }^{(2)}} — сферические функции Ханкеля (см. Функции Бесселя). Дифференциальный оператор {\displaystyle \mathbf {L} =-i\mathbf {x} \times \mathbf {\nabla } } — оператор углового момента со свойством {\displaystyle L^{2}Y_{\ell m}=\ell (\ell +1)Y_{\ell m}}. Коэффициенты {\displaystyle A_{\ell m}^{(1)}} и {\displaystyle A_{\ell m}^{(2)}} соответствуют расширяющейся и сжимающейся волнам соответственно. Таким образом, в случае излучения {\displaystyle A_{\ell m}^{(2)}=0}. Для определения остальных коэффициентов используется функция Грина. Если уравнение источника
{\displaystyle (\mathbf {\nabla } ^{2}+k^{2})\mathbf {\Psi } (\mathbf {x} )=-\mathbf {V} (\mathbf {x} )},
тогда решение:
{\displaystyle \Psi _{\alpha }(\mathbf {x} )=\sum _{\beta }\int d^{3}\mathbf {x'} G_{\alpha \beta }(\mathbf {x} ,\mathbf {x'} )V_{\beta }(\mathbf {x'} )}
Функция Грина может быть выражена через векторные сферические гармоники:
{\displaystyle G_{\alpha \beta }(\mathbf {x} ,\mathbf {x'} )=\sum _{\ell =0}^{\infty }\sum _{m=-\ell }^{\ell }ikh_{\ell }^{(1)}(kr)j_{\ell }(kr')X_{\ell m\alpha }(\theta ,\phi )X_{\ell m\beta }^{*}(\theta ',\phi ')}
Заметим, что {\displaystyle \mathbf {X} _{\ell m}^{*}=Y_{\ell m}^{*}\mathbf {L} /{\sqrt {\ell (\ell +1)}}} — дифференциальный оператор, который воздействует на функцию источника {\displaystyle \mathbf {V} }.
Таким образом, решение волнового уравнения:
{\displaystyle \mathbf {\Psi } (\mathbf {x} )=\sum _{\ell =0}^{\infty }\sum _{m=-\ell }^{\ell }{\frac {ik}{\sqrt {\ell (\ell +1)}}}h_{\ell }^{(1)}(kr)\mathbf {X} _{\ell m}(\theta ,\phi )\int d^{3}\mathbf {x'} j_{\ell }(kr')Y_{\ell m}^{*}(\theta ',\phi ')\mathbf {L'} \cdot \mathbf {V} (\mathbf {x'} )}

### Электрические мультипольные поля
Применяя решение, полученное выше, к электрическому мультипольному волновому уравнению
{\displaystyle (\nabla ^{2}+k^{2})\mathbf {H} (\mathbf {x} )=-\left[k^{2}\mathbf {M} (\mathbf {x} )+\mathbf {\nabla } \times \mathbf {J} (\mathbf {x} )+\mathbf {\nabla } (\mathbf {\nabla } \cdot \mathbf {M} (\mathbf {x} ))\right]},
получаем решение для магнитного поля:
{\displaystyle \mathbf {H} ^{(E)}(\mathbf {x} )=\sum _{\ell =0}^{\infty }\sum _{m=-\ell }^{\ell }a_{\ell m}^{(E)}h_{\ell }^{(1)}(kr)\mathbf {X} _{\ell m}(\theta ,\phi )}
{\displaystyle a_{\ell m}^{(E)}={\frac {ik}{\sqrt {\ell (\ell +1)}}}\int d^{3}\mathbf {x'} j_{\ell }(kr')Y_{\ell m}^{*}(\theta ',\phi ')\mathbf {L'} \cdot \left[k^{2}\mathbf {M} (\mathbf {x'} )+\mathbf {\nabla '} \times \mathbf {J} (\mathbf {x'} )+\mathbf {\nabla '} (\mathbf {\nabla '} \cdot \mathbf {M} (\mathbf {x'} ))\right]}
Электрическое поле:
{\displaystyle \mathbf {E} ^{(E)}(\mathbf {x} )={\frac {iZ_{0}}{k}}\mathbf {\nabla } \times \mathbf {H} ^{(E)}(\mathbf {x} )}
Формула может быть упрощена, применяя тождества
{\displaystyle \mathbf {L} \cdot \mathbf {V} (\mathbf {x} )=i\mathbf {\nabla } \cdot (\mathbf {x} \times \mathbf {V} (\mathbf {x} ))}
{\displaystyle \mathbf {L} \cdot (\mathbf {\nabla } \times \mathbf {V} (\mathbf {x} ))=i\nabla ^{2}(\mathbf {x} \cdot \mathbf {V} (\mathbf {x} ))-{\frac {i\partial }{r\partial r}}(r^{2}\mathbf {\nabla } \cdot \mathbf {V} (\mathbf {x} ))}
{\displaystyle \mathbf {L} \cdot \mathbf {\nabla } s(\mathbf {x} )=0}
к подынтегральному выражению, что даёт
{\displaystyle a_{\ell m}^{(E)}={\frac {-ik^{2}}{\sqrt {\ell (\ell +1)}}}\int d^{3}\mathbf {x'} j_{\ell }(kr')Y_{\ell m}^{*}(\theta ',\phi ')\left[-ik\mathbf {\nabla } \cdot (\mathbf {x'} \times \mathbf {M} (\mathbf {x'} ))-{\frac {i}{k}}\nabla ^{2}(\mathbf {x'} \cdot \mathbf {J} (\mathbf {x'} ))-{\frac {c\partial }{r'\partial r'}}(r'^{2}\rho (\mathbf {x'} ))\right]}
Теорема Грина and интегрирование по частям приводят формулу к
{\displaystyle a_{\ell m}^{(E)}={\frac {-ik^{2}}{\sqrt {\ell (\ell +1)}}}\int d^{3}\mathbf {x'} j_{\ell }(kr')Y_{\ell m}^{*}(\theta ',\phi ')\left[-ik\mathbf {\nabla } \cdot (\mathbf {x'} \times \mathbf {M} (\mathbf {x'} ))+ik\mathbf {x'} \cdot \mathbf {J} (\mathbf {x'} )\right]+cY_{\ell m}^{*}(\theta ',\phi ')\rho (\mathbf {x'} ){\frac {\partial }{\partial r'}}(r'j_{\ell }(kr'))}
сферическая функция Бесселя {\displaystyle j_{\ell }(kr')} тоже может быть упрощена, если предположить, что длина волны излучения много больше размеров источника, что имеет место для большинства антенн
{\displaystyle j_{\ell }(kr')={\frac {(kr')^{\ell }}{(2\ell +1)!!}}+O((kr')^{\ell +2})}
Отбрасывая все члены, кроме членов самых малых порядков, получаем упрощённую форму электрических мультипольных коэффициентов:
{\displaystyle a_{\ell m}^{(E)}={\frac {-ick^{\ell +2}}{(2\ell +1)!!}}\left({\frac {\ell +1}{\ell }}\right)^{1/2}[Q_{\ell m}+Q_{\ell m}']}
{\displaystyle Q_{\ell m}=\int d^{3}\mathbf {x'} r'^{\ell }Y_{\ell m}^{*}(\theta ',\phi ')\rho (\mathbf {x'} )}
{\displaystyle Q_{\ell m}'=-{\frac {ik}{c(\ell +1)}}\int d^{3}\mathbf {x'} r'^{\ell }Y_{\ell m}^{*}(\theta ',\phi ')\mathbf {\nabla } \cdot (\mathbf {x'} \times \mathbf {M} (\mathbf {x'} ))}
{\displaystyle Q_{\ell m}} — такой же мультипольный момент, как и в стационарном случае, если бы он был применён к стацирнарному распределению заряда {\displaystyle \rho (\mathbf {x} )}, в то время как {\displaystyle Q_{\ell m}'} соответствует наведённому электрическому мультипольному моменту от собственной намагниченности исходных источников.

### Магнитные мультипольные поля
Применяя решение, полученное выше, к магнитному мультипольному волновому уравнению
{\displaystyle (\nabla ^{2}+k^{2})\mathbf {E} (\mathbf {x} )=-\left[ikZ_{0}\mathbf {J} (\mathbf {x} )+ikZ_{0}\mathbf {\nabla } \times \mathbf {M} (\mathbf {x} ))+{\frac {iZ_{0}}{k}}\mathbf {\nabla } (\mathbf {\nabla } \cdot \mathbf {J} (\mathbf {x} ))\right]}
получаем решение для электрического поля:
{\displaystyle \mathbf {E} ^{(M)}(\mathbf {x} )=\sum _{\ell =0}^{\infty }\sum _{m=-\ell }^{\ell }a_{\ell m}^{(M)}h_{\ell }^{(1)}(kr)\mathbf {X} _{\ell m}(\theta ,\phi )}
{\displaystyle a_{\ell m}^{(M)}={\frac {ik}{\sqrt {\ell (\ell +1)}}}\int d^{3}\mathbf {x'} j_{\ell }(kr')Y_{\ell m}^{*}(\theta ',\phi ')\mathbf {L'} \cdot \left[ikZ_{0}\mathbf {J} (\mathbf {x} )+ikZ_{0}\mathbf {\nabla } \times \mathbf {M} (\mathbf {x} ))+{\frac {iZ_{0}}{k}}\mathbf {\nabla } (\mathbf {\nabla } \cdot \mathbf {J} (\mathbf {x} ))\right]}
Магнитное поле:
{\displaystyle \mathbf {H} ^{(M)}(\mathbf {x} )=-{\frac {i}{kZ_{0}}}\mathbf {\nabla } \times \mathbf {E} ^{(M)}(\mathbf {x} )}
Как и ранее, формула упрощается:
{\displaystyle a_{\ell m}^{(M)}={\frac {-ik^{2}}{\sqrt {\ell (\ell +1)}}}\int d^{3}\mathbf {x'} j_{\ell }(kr')Y_{\ell m}^{*}(\theta ',\phi ')\left[\mathbf {\nabla } \cdot (\mathbf {x'} \times \mathbf {J} (\mathbf {x'} ))-k^{2}\mathbf {x'} \cdot \mathbf {M} (\mathbf {x'} )\right]+Y_{\ell m}^{*}(\theta ',\phi ')\mathbf {\nabla } \cdot \mathbf {M} (\mathbf {x'} ){\frac {\partial }{\partial r'}}(r'j_{\ell }(kr'))}
Отбрасывая все члены, кроме членов самых малых порядков, получаем упрощённую форму магнитных мультипольных коэффициентов:
{\displaystyle a_{\ell m}^{(M)}={\frac {-ik^{\ell +2}}{(2\ell +1)!!}}\left({\frac {\ell +1}{\ell }}\right)^{1/2}[M_{\ell m}+M_{\ell m}']}
{\displaystyle M_{\ell m}={\frac {1}{\ell +1}}\int d^{3}\mathbf {x'} r'^{\ell }Y_{\ell m}^{*}(\theta ',\phi ')\mathbf {\nabla } \cdot (\mathbf {x'} \times \mathbf {J} (\mathbf {x'} ))}
{\displaystyle M_{\ell m}'=\int d^{3}\mathbf {x'} r'^{\ell }Y_{\ell m}^{*}(\theta ',\phi ')\mathbf {\nabla } \cdot \mathbf {M} (\mathbf {x'} )}
{\displaystyle M_{\ell m}} — магнитный мультипольный момент от эффективной намагниченности {\displaystyle \mathbf {x} \times \mathbf {J} (\mathbf {x} )/2}, а {\displaystyle M_{\ell m}'} соответствует собственной намагниченности {\displaystyle \mathbf {M} (\mathbf {x} )}.

### Общее решение
Электрическое и магнитное поля совмещаются, чтобы дать итоговые поля:
{\displaystyle \mathbf {E} (\mathbf {x} ,t)=\Re \left(\sum _{\ell =0}^{\infty }\sum _{m=-\ell }^{\ell }\left[a_{\ell m}^{(M)}h_{\ell }^{(1)}(kr)\mathbf {X} _{\ell m}(\theta ,\phi )+{\frac {iZ_{0}}{k}}a_{\ell m}^{(E)}\mathbf {\nabla } \times (h_{\ell }^{(1)}(kr)\mathbf {X} _{\ell m}(\theta ,\phi ))\right]e^{-i\omega t}\right)}
{\displaystyle \mathbf {H} (\mathbf {x} ,t)=\Re \left(\sum _{\ell =0}^{\infty }\sum _{m=-\ell }^{\ell }\left[a_{\ell m}^{(E)}h_{\ell }^{(1)}(kr)\mathbf {X} _{\ell m}(\theta ,\phi )-{\frac {i}{kZ_{0}}}a_{\ell m}^{(M)}\mathbf {\nabla } \times (h_{\ell }^{(1)}(kr)\mathbf {X} _{\ell m}(\theta ,\phi ))\right]e^{-i\omega t}\right)}
Заметим, что радиальная функция {\displaystyle h_{\ell }^{(1)}(kr)} может быть упрощена в случае больших расстояний {\displaystyle 1/r\ll 1}.
{\displaystyle h_{\ell }^{(1)}(kr)=(-i)^{\ell +1}{\frac {e^{ikr}}{kr}}+O(1/r^{2})}
Таким образом, радиальная зависимость излучения восстановлена.